# Юрай V Зрински
Юрай V Зрински (на хърватски: Juraj V Zrinski; на унгарски: V. Zrínyi György; 13 януари 1599 – 28 декември 1626) e бан на Хърватия (1622 – 1626), представител на старинния аристократичен род Зрински. Внук на героя от битката при Сигетвар Миклош Зрини.
Роден е във фамилния родов замък Чаковец в семейството на Юрай IV Зрински, ковчежник на Кралство Унгария и Хърватия, и на графиня София Стубенберг. Обучаван в традициите на протестантството, по-късно той се обръща към католицизма и прочиства владенията си от лутеранството. Воюва срещу османците и си спечелва име на храбър и решителен воин.
Умира едва на 27-годишна възраст отровен във военния лагер край Братислава по време на Тридесетгодишната война. Неговият хаплив и остър език става причина за омразата на неговия командир, генерал Албрехт фон Валенщайн, който след един словесен спор с него нарежда да бъде отровен. Погребан е в семейната гробница на рода Зрински в манастира Св. Елена край Чаковец.